# Албанско въстание (1910)
Албанското въстание от 1910 г. е реакция на новата политика на централизация на младотурското османско правителство в Албания. Това е първото от поредица големи въстания. Въстаниците са подкрепени от Кралство Сърбия. Новите данъци, наложени в първите месеци на 1910 г., водят до това Иса Болетини да убеди албанските лидери, които вече са въвлечени във въстание от 1909 г., да опитат нов бунт срещу Османската империя. Албанските атаки срещу османците в Прищина и Феризово, убийството на османския командир в Ипек (дн. Печ) и блокирането на въстаниците на железопътната линия за Скопие при прохода Качаник водят до османска правителствена декларация за военно положение в района.
След две седмици ожесточени битки албанските сили се оттеглят в района на Дреница, докато османската армия завладява градовете Призрен и Якова (сега Дяково). Османците превземат Ипек на 1 юни 1910 г. и два месеца по-късно влизат в Шкодра. Репресиите срещу албанското население включват няколко бързи екзекуции и опожаряване на много села и имоти. Много училища са затворени, а публикации на албанската азбука, която e одобрена две години по-рано на Битолския конгрес, са обявени за незаконни. Журналисти и издатели са глобени или осъдени на смърт.

## Събития
През първите месеци на 1910 г. Иса Болетини се опитва да координира силите за ново въстание, като посещава албанските кланове, които са намерили убежище в Черна гора след провала на предишно малко въстание през 1909 г. Междувременно новият управител Масар бей въвежда нов данък върху стоките, който веднага става крайно непопулярен. Албанските лидери провеждат две други срещи в Ипек (дн. Печ) и Феризович (дн.Феризово), където полагат клетва да бъдат обединени срещу новата политика на централизация на османското правителство. Силите, водени от Иса Болетини, атакуват османските сили в Прищина и Феризович, докато командирът на османските сили в Печ е убит от местното население. Османското правителство обявява военно положение и изпраща военна експедиция от 16 000 души, водени от Шевкет Тургут паша, който заминава за Скопие през април 1910 г.
В същото време 3000 албанци под ръководството на Идриз Сефери блокират железопътната линия за Скопие при прохода Качаник. Те превземат влак, превозващ войници и военни доставки до османския гарнизон на Прищина, обезоръжават войниците и задържат доставките. Османските сили атакуват прохода Качаник, но отпорът на албанците, водени от Идриз Сефери, показва ясно, че 16 000 османски сили са недостатъчни, за да смажат бунта. Османските части нарастват до 40 000 души. След две седмици ожесточени боеве, османските сили превземат прохода Качаник и атакуват албанците, водени от Иса Болетини и Хасан Будакова, които междувременно блокират пътя Феризовик – Призрен към прохода Каралева. Османските сили първо опитват фронтална атака, разчитайки на численото си превъзходство, но оказаната твърда съпротива ги принуждава да променят тактиката си. Те опитват да обкръжат и приклещят албанските части в Каралевския проход.
След тридневни боеве албанските сили се изтеглят в района на Дреница. Османските сили влизат в Призрен в средата на май 1910 г. Те продължават към Якова и Ипек, където влизат на 1 юни 1910 г. По заповед на правителството част от османските части продължава в посока Скутари (дн. Шкодра), докато друга колона марширува към района на Дебре (сега известен като Дибър в Албания и Дебър в Северна Македония). Първата колона, маршируваща към Скутари, успява да превземе прохода Морин, след като се бие с албанските сили в районите Гаш, Красник и Битич, водени от Зекир Халили, Абдула Ходжа и Шабан Бинаку. Османските сили са спрени за повече от 20 дни в прохода Агри от албанците в областите Шале, Шоше, Никай и Мертур, водени от Прел Тули, Мехмет Шпенди и Мараш Делия. Неспособна да потисне съпротивата им, колоната поема по друг път към Скутари, минавайки през района на Пуке. На 24 юли 1910 г. османските сили навлизат в град Скутари. През този период започват да правораздават военни съдилища, въз основа на чиито решения са извършени бързи екзекуции. Събрано е голямо количество огнестрелно оръжие и много села и имоти са опожарени от османската армия.
Османската армия, съставена от нередовни кюрдски части, бичува водачите на въстанието публично, опожарява села и прогонва около 150 000 албанци от домовете им.

## Последици
Въпреки че броят на османските сили достига 50 000 души, те контролират само низините и градовете и не успяват да поемат контрола над планинските райони на Албания. По искане на османския командир Мехмет Шевкет паша, османското правителство обявява отмяната на кануна на Лека Дукагини, който представлява планинският закон на албанските кланове. Някои албански кланове отиват да търсят убежище в Черна гора, като искат амнистия от османското правителство и връщане на условията, получени преди бунта. Исканията им са отхвърлени от османската власт, която в допълнение обявява забраната на албанската азбука и книгите, публикувани на нея. Албаноезичните училища са обявени за незаконни, а притежаването на книга с албански букви става криминално деяние. Силна по численост и позиции, османската войска продължава похода си към Централна и Южна Албания, налагайки новите забрани. Албанските училища са затворени, а публикациите на латиница са обявени за незаконни. Редица албански журналисти и издатели са глобени или осъдени на смърт, докато влизането на албански книги, публикувани извън Османската империя, е забранено. След тези събития Албания се превръща в пустош за албанските патриоти, а албанската култура е напълно потисната. Една година по-късно султан Мехмед V посещава Прищина и обявява амнистия за всички, които са участвали в бунта, с изключение на онези, които са извършили убийство.
Албанските бунтове от 1910 г. и 1912 г. са повратна точка, която оказва влияние върху младотурското правителство, което все повече се движи от политическа посока на пан-османизъм и ислям към уникална национална турска визия.

### Цитирана литература
- Akçam, Taner (2004), From empire to republic: Turkish nationalism and the Armenian genocide, Zed Books, ISBN 978-1-84277-527-1.
- Elsie, Robert (2004), Historical dictionary of Kosova, Scarecrow Press, ISBN 978-0-8108-5309-6.
- Finkel, Caroline (2006), Osman's dream: the story of the Ottoman Empire, 1300–1923, Basic Books, ISBN 978-0-465-02396-7.
- Frashëri, Kristo (1984), Historia e popullit shqiptar në katër vëllime (in Albanian), vol. II, Tiranë, OCLC 255273594.
- Gawrych, George Walter (2006), The crescent and the eagle: Ottoman rule, Islam and the Albanians, 1874–1913, I.B. Tauris, ISBN 978-1-84511-287-5.
- Jelavich, Barbara (1983), History of the Balkans: Twentieth century, Cambridge University Press, ISBN 978-0-521-27459-3.
- Pearson, Owen (2004), Albania and King Zog: independence, republic and monarchy 1908–1939, I.B. Tauris, ISBN 978-1-84511-013-0.
- Karpat, Kemal (2001), The Politicization of Islam: Reconstructing Identity, State, Faith, and Community in the Late Ottoman State, Oxford University Press, ISBN 978-0-19-028576-0.
- Bloxham, Donald (2005), The Great Game of Genocide: Imperialism, Nationalism, and the Destruction of the Ottoman Armenians, OUP Oxford, ISBN 978-0-19-150044-2.